# علی صفاسنبلی
علی صفاسنبلی (زاده ۲۹ آبان ۱۳۱۱ - درگذشته ۲۰۰۲) وزنه‌بردار اهل ایران بوده‌است.
وی توانسته‌است مدال طلا مسابقات وزنه‌برداری آسیا در سال ۱۹۵۷، مدال نقره بازی‌های آسیایی ۱۹۵۸، مدال نقره مسابقات جهانی وزنه‌برداری ۱۹۵۷ و مدال برنز ۱۹۵۸ را کسب کند.